# شطرنج با ماشین قیامت
شطرنج با ماشین قیامت رمانی از حبیب احمدزاده دربارهٔ جنگ ایران و عراق است.
این کتاب در سال ۱۳۸۴ توسط انتشارات سوره مهر به چاپ رسید.

## موضوع
حوادث این رمان در آبادان و مربوط به سه روز از محاصره این شهر توسط نیروهای عراقی است. در رمان سعی بر این شده که به گونه‌ای متفاوت و با نگاهی فلسفی به وقایع و رخدادهای جنگ پرداخته شود. قهرمان این رمان دیده‌بان نوجوان ۱۷ ساله‌ای است که به ناچار به جای دوست مجروحش راننده ماشین حمل غذا می‌شود. او از این شغل ابا دارد و سعی دارد افراد کمتری از آن باخبر شوند. وی مأمور به انجام دیده‌بانی برای عملیاتی می‌شود که طی آن قرار است رادار عراقی موسوم به «سامبلین» را گمراه کنند؛ راداری که آن را «ماشین قیامت‌ساز» می‌نامند. وی در طی این روزها در حین ماموریتش در شغل جدید با افراد مختلفی (از جمله یک مهندس نیمه دیوانه) آشنا می‌شود و این آشنایی تحولی بزرگ را در او ایجاد می‌کند.
کتاب نگاه جدید و نوگرایانه به مقوله جنگ ایران و عراق دارد.
نویسنده نام قهرمان این رمان را با الهام از شهید موسی آقا هادی، «موسی» گذاشته است.
کتاب توسط بابک نظری در چهار جلد کمیک استریپ شده‌است.

## تئاتر
نمایش «شطرنج با ماشین قیامت» که از همین کتاب اقتباس شده‌است در صدر ۱۴ نمایش برتر سال ۲۰۱۴ کانادا قرار گرفته‌است.
این نمایش با عوامل تماماً کانادایی توسط شرکت هنری تئاتر وان‌لایت در کانادا اجرا شد و کارگردان آن شاهین صیادی هنرمند ایرانی الاصل مقیم کاناداست.

## به زبان‌های دیگر
پال اسپراکمن این رمان را به انگلیسی ترجمه کرده‌است.ترجمه انگلیسی این رمان در کنار کتابی از اورهان پاموک به عنوان منبع درسی در دانشگاه راتگرز آمریکا معرفی شد.
ترجمه آلبانیایی این کتاب از نسخه انگلیسی و توسط گنس ملویا سردبیر روزنامه انگلیسی زبان آلبانین دیلی نیوز که پیش از این سفیر کشورش در سازمان ملل متحد بوده، صورت گرفته و توسط موسسه انتشاراتی ایده آرت منتشر شده‌است.
محمد الامین، مترجم عراقی الاصل مقیم کشور هلند، این رمان را به زبان عربی ترجمه کرده‌است.
کریستوف بالایی این کتاب را به زبان فرانسه ترجمه کرده‌است.
این کتاب توسط دل‌افروز قربانی به نثر تاجیکی و خط سیریلیک برگردانده شده‌است. این ترجمه شاه مات با ماشین قیامت نام دارد.

## افتخارات
- برنده جایزه کتاب سال شهید حبیب غنی‌پور در بخش داستان و رمان دفاع مقدس
- برنده جایزه ادبی اصفهان (۱۳۸۵)،
- تنها رمان تقدیر شده در کتاب سال دفاع مقدس(۱۳۸۵)
- کاندید کتاب سال انجمن نویسندگان و منتقدان مطبوعات کشور(۱۳۸۵)
- کاندید قلم زرین و کاندید کتاب سال جمهوری اسلامی ایران(۱۳۸۵)[۱۰]